# Hainbach (Mauerbach)
Der Hainbach ist ein Bach in Wien und Niederösterreich. Er ist ein linker Zubringer des Mauerbachs.

## Verlauf
Der Hainbach hat eine Länge von 4090 m bei einer Höhendifferenz von 209 m. Sein Einzugsgebiet ist 3,8 km² groß.
Der Bach verläuft in Nordsüd-Richtung durch den Bezirksteil Hadersdorf des 14. Wiener Gemeindebezirks Penzing. Er entspringt nördlich der Sophienalpe und passiert die Siedlung Hinterhainbach. Er fließt entlang der Sophienalpenstraße, die er mehrmals quert. Zuletzt verläuft er entlang der Grenze zur niederösterreichischen Marktgemeinde Mauerbach, bevor er bei Siedlung Vorderhainbach linksseitig in den Mauerbach mündet.
Beim Hainbach besteht eine geringe Gefahr von Überflutungen. Im Fall eines Jahrhunderthochwassers sind in geringem Ausmaß Infrastruktur und Wohnbevölkerung betroffen.

## Ökologie

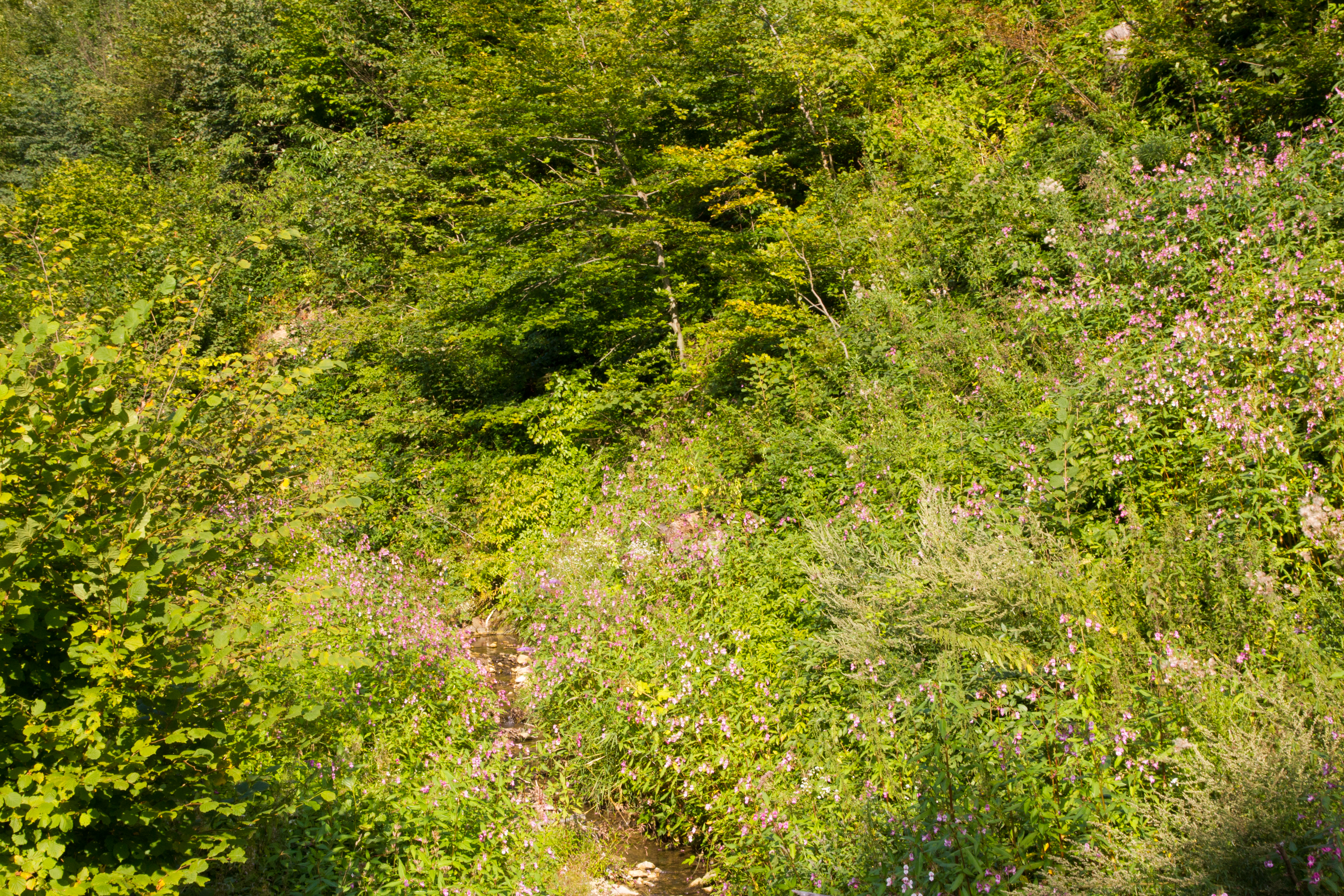
Vegetation entlang des Hainbachs

Der Bach dient als Laichgewässer für Grasfrösche (Rana temporaria) und Springfrösche (Rana dalmatina). Außerdem wurden Gestreifte Quelljungfern (Cordulegaster bidentata) nachgewiesen. Der seltene Steinkrebs (Austropotamobius torrentium) wurde 1991 im Hainbach wieder angesiedelt. Nach einem ersten Erfolg des Projekts folgten weitere Wiederansiedlungen in den Wienerwaldbächen Eckbach, Steinbach und Halterbach. Im Hainbach reduzierte sich die Population später wieder, vermutlich wegen Krebspest.
Die Ufergehölze sind von Edel- und Weichholz geprägt. Zwei problematische invasive Pflanzen am Hainbach sind der Japanische Staudenknöterich und das Drüsige Springkraut.

## Brücken
Der Hainbach wird von folgenden Brücken gequert, gereiht in Fließrichtung:
- Hohe Hainbachbrücke: Die 4 m lange und 12 m breite Stein-Straßenbrücke der Sofienalpenstraße wurde 1978 erbaut.
- Stifterbrücke: Die 6 m lange und 9 m breite Stahlbeton-Straßenbrücke der Sofienalpenstraße wurde 1978 erbaut.
- Freundschaftssteg: Die 6 m lange und 2 m breite Fußgeherbrücke wurde 1960 erbaut.
- Oberer Kinderheimsteg: Die 7 m lange und 2 m breite Fußgeherbrücke wurde 1960 erbaut.
- Unterer Kinderheimsteg: Die 10 m lange und 2 m breite Fußgeherbrücke wurde 1960 erbaut.
- Kellermannbrücke: Die 6 m lange und 9 m breite Stahlbeton-Straßenbrücke der Sofienalpenstraße wurde 1978 erbaut.[7]